# オルドゥスポル
オルドゥスポル（トルコ語: Orduspor）は、トルコのオルドゥをホームタウンとしていたサッカークラブ。

## 歴史
1967年3月8日、クラブ創設に向けた会議が開かれ、役員人事が決定した。初代会長にはİbrahim Köksalが就任し、オルドゥスポルの偉大なる冒険が始まった。同年9月19日、オルドゥスポルは公式に創設された。クラブカラーは情熱を表す紫、成功と名誉を表す白。

## UEFA主催大会成績
| 年度    | 大会       | ラウンド | 対戦相手                 | ホーム | アウェー | 合計 |
| ------- | ---------- | -------- | ------------------------ | ------ | -------- | ---- |
| 1979-80 | UEFAカップ | 1回戦    | FCバニーク・オストラヴァ | 2-0    | 0-6      | 2-6  |

## 歴代所属選手
- ギュフェン・ヨニュト
- ジェリー・アカミンコ 2008-2011
- ジェヴァヒル・スカジ 2010
- ヴォルカン・アルスラン 2010-2011
- ファティフ・テッケ 2011-2012
- ジャン＝ジャック・ゴッソ 2011-2012
- エマヌエル・クリオ 2011-2012
- フランシスコ・ハビエル・ペラル 2012
- ボグダン・スタンク 2011-2012, 2012-2013
- ダビド・バラル 2012-2013
- アグスティン・ガルシア・イニゲス 2012-2013
- サミル・チナズ 2012-2013
- ハサン・カブゼ 2012-2013
- イブラヒム・カシュ 2012-2013
- アイラ・ユスフ 2013
- ハイメ・ロメロ 2013
- ギー＝ミシェル・ランデル 2013-2015

## 歴代監督
- イスフェンディヤル・アチュクギョズ (1967-1968)
- レフテル・キュチュカンドンヤディス (1972-1973)
- カドゥリ・アイタチュ (1974-1975)
- ビュレント・エケン (1975-1976)
- フェフジ・ゼムゼム (1978-1981)
- ジャンダン・ドゥマンル (1981-1982)
- ネジプ・ジェマル・ギョカルプ (1982-1983)
- エンフェル・カティプ (1994-1995)
- ネジプ・ジェマル・ギョカルプ (1996-1997)
- フドゥル・アクバシュ (2004)
- ユジェル・イルディズ (2005-2007)
- スアト・カヤ (2007)
- イスマイル・カルタル (2008)
- ユジェル・イルディズ (2008-2009)
- オスマン・ヨズデミル (2009)
- エクレム・アル (2009-2010)
- アフメト・アクジャン (2010)
- ウウル・テュテュネケル (2010-2011)
- メティン・ディヤディン (2011)
- セバハッティン・アルバイラク (暫定) (2011)
- エクトル・クーペル (2011-2013)
- ジェワト・グレル (2013)
- エルカン・ソゼリ (2013-2014)
- ヒュスニュ・オズカラ (2014)
- フィクレト・イルマズ (2014)
- エルカン・ソゼリ (2014)
- セバハッティン・アクバイラク (2014)
- レヴェント・デヴリム (2014)
- ジヤ・ドガン (2014-2015)
- ヒュセイン・オズジャン (2015)
- シナン・バイラクタル (2015)
- メティン・アルトゥナイ (2016)
- トゥルグト・クラル (2016-2017)
- ヤルチン・ギュルソイ (2017)